# ملعب المربع
ملعب المربَّع هو ملعب يقع في وسط مدينة الرياض ضمن مشروع المربَّع في السعودية، بطاقة 45 ألف متفرج. أعلن عن التصميم في 16 يوليو 2024م، وستبدأ أعمال البناء عام 2027 ومن المتوقّع أن تكتمل في 2032م، إذ تقدّمت السعودية بالملعب ضمن ملف ترشيحها لاستضافة كأس العالم 2034.

## الموقع
يقع الملعب ضمن مشروع «المربَّع الجديد» وسط العاصمة الرياض.

## استضافة كأس العالم 2034
تم تقديم مشروع الملعب في ملف ترشح السعودية لاستضافة كأس العالم 2034، ليكون أحد ملاعب مدينة الرياض إلى جانب ملعب الملك فهد الدولي، وملعب الأمير فيصل بن فهد، واستاد جامعة الملك سعود، وملعب الأمير محمد بن سلمان، وملعب الملك سلمان الدولي، وملعب روشن، وملعب جنوب الرياض.